# Capafons
Capafons (oficialmente en catalán Capafonts) es un municipio y localidad española de la provincia de Tarragona, en la comunidad autónoma de Cataluña. El término municipal, ubicado en las montañas de Prades, pertenece a la comarca del Bajo Campo y tiene una población de 106 habitantes (INE 2024). El clima es el típico de la montaña mediterránea.

## Geografía

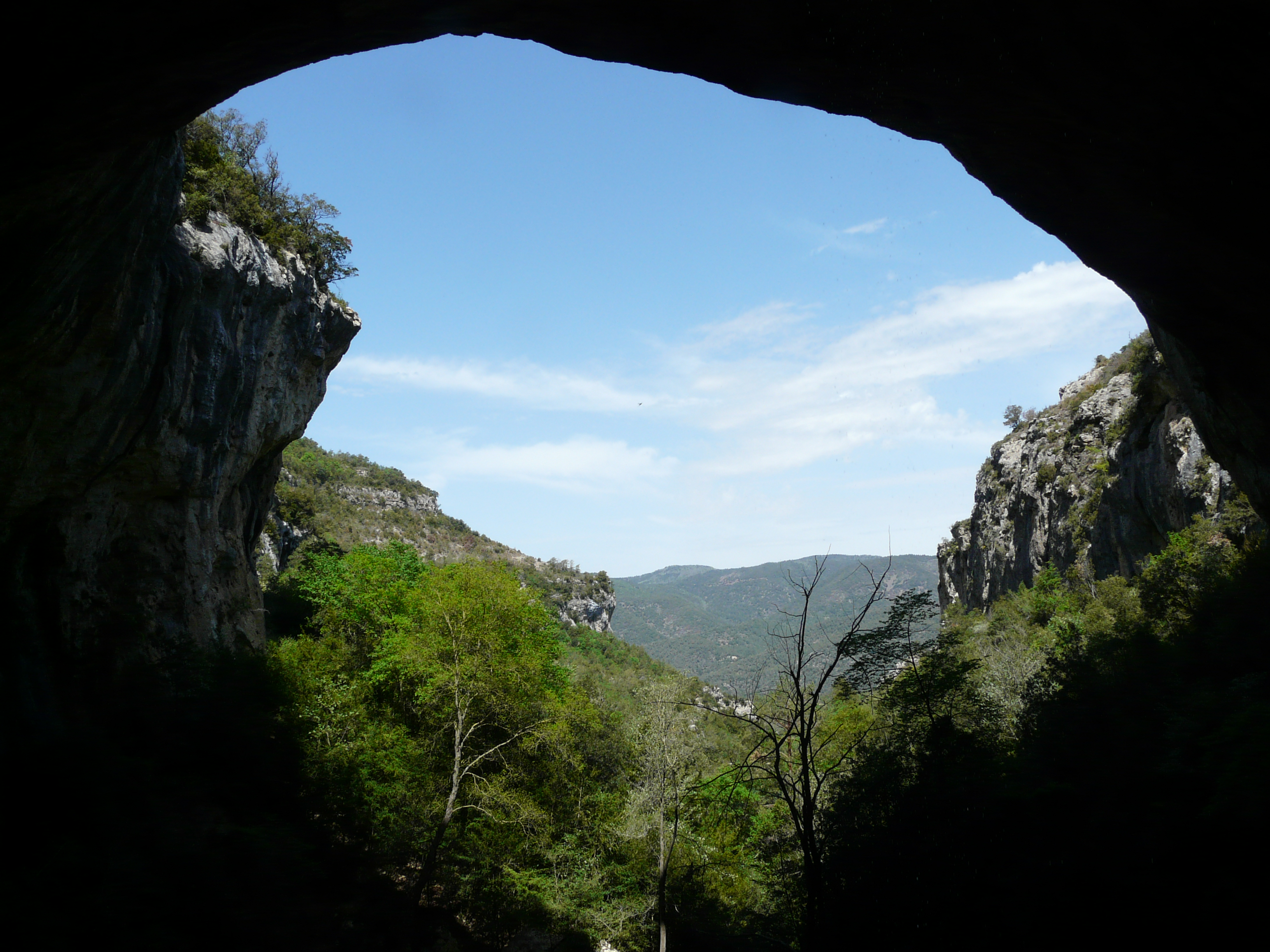
Cueva de las Grallas, en el barranco de la Llúdriga.

El término de Capafons se encuentra en las montañas de Prades, rodeado por los términos de Vilaplana, al sudeste, Febró, al sudoeste, Prades, al norte y noroeste y Montreal, ya en la comarca de Alto Campo, el este. Tiene una extensión de 13,27 km² y ocupa la parte alta de la cuenca del río Brugent. Los puntos más altos del término son el Puig Pelat, de 1071 m, la Pena Roja, de 1025 m, y el Picorandan, de 991 m y forma característica, que según el etimólogo Joan Coromines significa "pico de golondrina". La parte sudoriental del término corresponde a la sierra de los Motllats, una altiplanicie pedregosa y seca que culmina a 1036 m, y cuyas laderas están cubiertas de pinos y encinas que antiguamente se usaban para obtener carbón.
El pueblo de Capafons, a 750 m y rodeado por un anfiteatro de montañas, tiene una forma más o menos circular sobre una loma. El valle está recorrido por una carretera, la TV-7041, que asciende siguiendo el curso del río Brugent y sigue haciéndolo por uno de sus afluentes, el barranco de Damunt la Vila, hasta el collado de Capafons, a 12 km del pueblo y 934 m de altitud, desde donde se accede, a solo 3 km, al pueblo de Prades, que se halla en una altiplanicie de 940 m de altitud rodeada de cumbres de poco más de 1000 m.
Al pueblo de Capafons se accede desde el kilómetro 22,3 de la TV-7041 por la Avda del río Brugent o la calle de Pau Casals. La primera pasa por la Era del Rector, a 748 m, el carrer Nou, la plaza de la Iglesia, donde se halla también el ayuntamiento y en sentido circular, el carrer de las Fonts, donde se halla el local social El Grévol, el carrer de Ponent, el carrer Major, el de la Abadía y el de las Eras, hasta el punto más alto en el centro del pueblo, las Eras del Calvario, a 770 m. Al norte del pueblo se encuentra el cementerio, por el mismo lugar por donde lo bordea la carretera. Al sudeste se encuentran Les Hortes, por donde viene el río Brugent, que aquí se llama todavía río de l'Horta, o de la Huerta, procedente de la fuente de la Llúdriga, la única que tiene agua todo el año de las 53 fuentes que hay en el término, de ahí que se considere el nacimiento del río Brugent.
El río de les Hortes se encuentra con los cauces de los barrancos de Damunt la Vila y Ribatell bajo el puente de la carretera, al sudeste, en el km 21,5. A 500 m de este puente, río abajo, se encuentra el Pont Vell o puente viejo y enseguida el molino de Balenya, nombre que reciben los tres primeros molinos en ruinas del curso del Brugent: el molino de Més Amunt, el molino del Mig y el molino de Més Avall, los tres harineros. Después, a partir del km 20 de la carretera, donde se halla la casa de colonias del Mas de Fortet, se encuentra una garganta llamada los Fous, cerrada por el norte por la Roca Alta, de 773 m, y el pico del Quico, de 800 m. Aquí, la carretera discurre por el sur a 778 m, y el río a 630 m, por debajo, hasta el final del término, en el puente del Besora. Por el sur, los escarpes o cingles de Fortet, culminan en el altiplano de los Motllats, a 1025 m. Al norte, los valles ascienden hasta el Tossal Galliner, a 1103 m. En uno de ellos, a 763 m se encuentra la ermita de la Mare de Déu de Barrulles. Por el norte del pueblo, discurre el río del Barral, que desemboca en el Brugent poco después del Pont Vell.
Al sudoeste del pueblo, al oeste del de l'Horta, se encuentra el barranco del Ribatell, que más arriba se divide en el de la Font Eixuta, o seca, y en el d'en Fort, que se alarga hasta los Motllats, a 1050 m, bordeando del Tossal del Xanda, de 1034 m y es la versión más larga del valle del río Brugent. En el barranco d'en Fort se encuentra la Font del Toll y las cuevas del Grau y Argany, en una zona llena de riscos calcáreos donde se puede encontrar alabastro.
El valle del río Horta culmina, después de la Font de la Llúdriga, dividiéndose en los barrancos de la Llódriga y la Pixera. En el primero se encuentra la cueva de las Grallas, un boquete de 15 m de fondo y 60 m de altura en el escarpe por donde, cuando llueve, se desprende una cascada procedente de la parte alta de los Motllats. Al este del valle de l'Horta se encuentra el barranco de Terascona.
El pueblo se encuentra a 36 km de Reus, 46 de la capital provincial (Tarragona) y a 140 de Barcelona, también está cerca de Salou y del complejo de ocio PortAventura World.

## Historia
Se cree que el topónimo del municipio tiene su origen en la abundancia de fuentes de que dispone. Se han censado un total de 53.
Se han encontrado restos paleolíticos y neolíticos en las cuevas de Daniel y el Bec de la gallina, y también piezas de sílex cerca del pueblo. Por otro lado, hay restos de muelas de molino, cerámicas y monedas ibéricas e ilercetanas del siglo II. En La partida de Las Planas se han encontrado restos de una villa romana, monedas de los siglos II y III y una necrópilis de era visigoda en el camino de Mas del Dineral.
En tiempos de los sarracenos, dependía de Siurana. Su población aumenta en el siglo XI debido a la llegada de sarracenos huidos de la Reconquista. La caída definitiva del castillo árabe de Siurana, centro neurálgico de este territorio, se logró entre 1153 y 1154 con la intervención de cuatro ejercidos cristianos dirigidos por los nobles catalanes Ponce II de Cervera y Ramón de Cervera que entraron en Rojals, Farena y Capafons en 1151. Ese año, el valle del Brugent pasa a manos del conde de Barcelona y empiezan a llegar cristianos a repoblar Siurana, hasta que Capafontes aparece citado en la carta de población de Prades de 1159. 
A partir del siglo XIV Capafons pertenece al condado de Prades, creado en 1324 por Jaime II de Aragón en favor de su hijo Ramón Berenguer de Aragón. Tras la cuarta generación, pasa a ser gobernado por la casa de Cardona. En 1564 vuelve a la de Aragón, y en 1575 a la de los Fernández de Córdoba, condes de Ampurias y de Prades, hasta que por matrimonio se añade al título el de los duques de Medinacelli y más tarde el de los duques de Feria, hasta la actualidad, en que el condado de Prades pertenece a Victoria von Hohenlohe-Langenburg, nacida en Málaga en 1997 y que acumula más de cuarenta títulos de la nobleza española, entre ellos duquesa de Medinacelli.

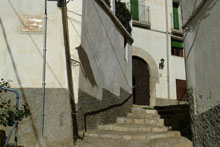
Can Balañà

Durante los siglos XVI y XVII, las montañas de Prades estuvieron afectadas por el bandolerismo, como gran parte de Cataluña, por lo que se crearon hermandades que proporcionaban guardias que se apostaban en los caminos para protegerlos. Muchos de los bandoleros eran moriscos que se habían refugiado en las montañas, marginados por el resto de la población. El duque de Cardona y conde de Prades, entonces Francisco de Aragón y Cardona, proporcionó 300 hombres para luchar contra los bandoleros en 1569. La situación pudo empeorar cuando se proclamó el decreto de expulsión de Felipe III entre 1609 y 1613.
Durante la Guerra de los Segadores o Sublevación de Cataluña, entre 1640 y 1652, el condado de Prades apoyó a las tropas franco-catalanas. Tras la derrota, que hizo derribar numerosas murallas, como en Prades, siguió en manos de los duques de Medinaceli hasta la desamortización de Mendizábal. 
En 1724 Capafons se encuentra entre las poblaciones afectadas por una epidemia de paludismo en tierras de Tarragona.
La entrada de los franceses en España durante la invasión napoleónica fuerza la creación de milicias formadas por migueletes. Los municipios de las montañas de Prades aportan 44 hombres al segundo tercio de migueletes, de los que 5 son de Capafons en 1808. En 1820 Capafons debe aportar a las tropas unas 24 arrobas (275 kilos) semanales de trigo. Entre 1810 y 1814, los franceses ocupan la región y entonces las peticiones aumentan. Capafonts debe aportar al ejército acuartelado en Reus 24 arrobas de paja, 24 de leña, 20 raciones de pan y 3 quartans (unos 17 litros) de aceite. Las cantidades van subiendo hacia 1813 para abastecer a los húsares franceses de Reus. En la comarca muere más gente por epidemias que por disparos. Acabada la guerra en 1814 se dictan normas para que la gente vuelva a sus pueblos y evitar saqueos en tierras ajenas.
Durante la tercera guerra carlista, surge la figura del Niño de Prades, que había aprendido las artes de la guerrilla con las tropas del teniente coronel José B. Moore con solo diecisiete años, y que hacia 1874, con diecinueve años, tras la retirada carlista de esta zona, formó un grupo guerrillero que actuó por tierras de Prades, saqueando pueblos, incluido Capafons, hasta su muerte en 1875.
Algunos nombres conocidos de Capafons pertenecen a las familias que poseyeron más tierras en el pueblo, como Balaña i Pocurull, que figuran en las listas de los represaliados durante la guerra civil española. Según algunos testimonios, en Capafonts estaban los del POUM. En 1938 fueron llamados a filas los nacidos en 1921, que eran seis en el pueblo, para ir a la batalla del Ebro. Entre los apellidos, Barberà, Balañà, Besora, Pocurull, Fort. A la vuelta, hubo que enterrar a los muertos que estaban escampados alrededor del pueblo.

## Demografía
Cuenta con una población de 106 habitantes (INE 2024).
| Gráfica de evolución demográfica de Capafons entre 1842 y 2021 |
| |
| Población de derecho según los censos de población del INE Población de hecho según los censos de población del INEEn estos censos se denominaba Capafons: 1842, 1857, 1860, 1877, 1887, 1897, 1900, 1910, 1920, 1930, 1940, 1950, 1960, 1970 y 1981 |

Como se puede ver, la población ha ido menguando desde su momento álgido, en 1855, cuando la desamortización requisa el patrimonio eclesiástico que pertenecía al pueblo.
| 1497 | 1515 | 1553 | 1717 | 1787 | 1857 | 1877 | 1887 | 1900 |
| ---- | ---- | ---- | ---- | ---- | ---- | ---- | ---- | ---- |
| 14   | 17   | 28   | 115  | 276  | 522  | 517  | 518  | 442  |

| 1910 | 1920 | 1930 | 1940 | 1950 | 1960 | 1970 | 1981 | 1990 |
| ---- | ---- | ---- | ---- | ---- | ---- | ---- | ---- | ---- |
| 431  | 392  | 396  | 312  | 292  | 209  | 143  | 103  | 104  |

| 1992 | 1994 | 1996 | 1998 | 2000 | 2002 | 2004 | 2006 | — |
| ---- | ---- | ---- | ---- | ---- | ---- | ---- | ---- | - |
| 108  | 102  | 105  | 118  | 124  | 124  | 109  | 114  | — |

## Economía
La principal actividad económica es la agricultura. La abundancia de agua en la zona permite alternar los cultivos de secano con los de regadío. Destaca el cultivo de avellanos, hortalizas y patatas.
Durante años se ha explotado el bosque, del que se extraía leña para carbón vegetal y pequeñas explotaciones mineras (alabastro), caza, pesca y recolección de castañas y setas, pero también se produce miel, se aprovechan las bellotas de robles y encinas, y las hierbas medicinales.
Debido a la actividad turística, que ofrece numerosas rutas de montañas, hay varios alojamientos en el pueblo: el hotel Davall Plaça, el albergue Somianatura y la casa rural Cal Llarg. Hay una oficina de turismo a la entrada del pueblo.

## Cultura

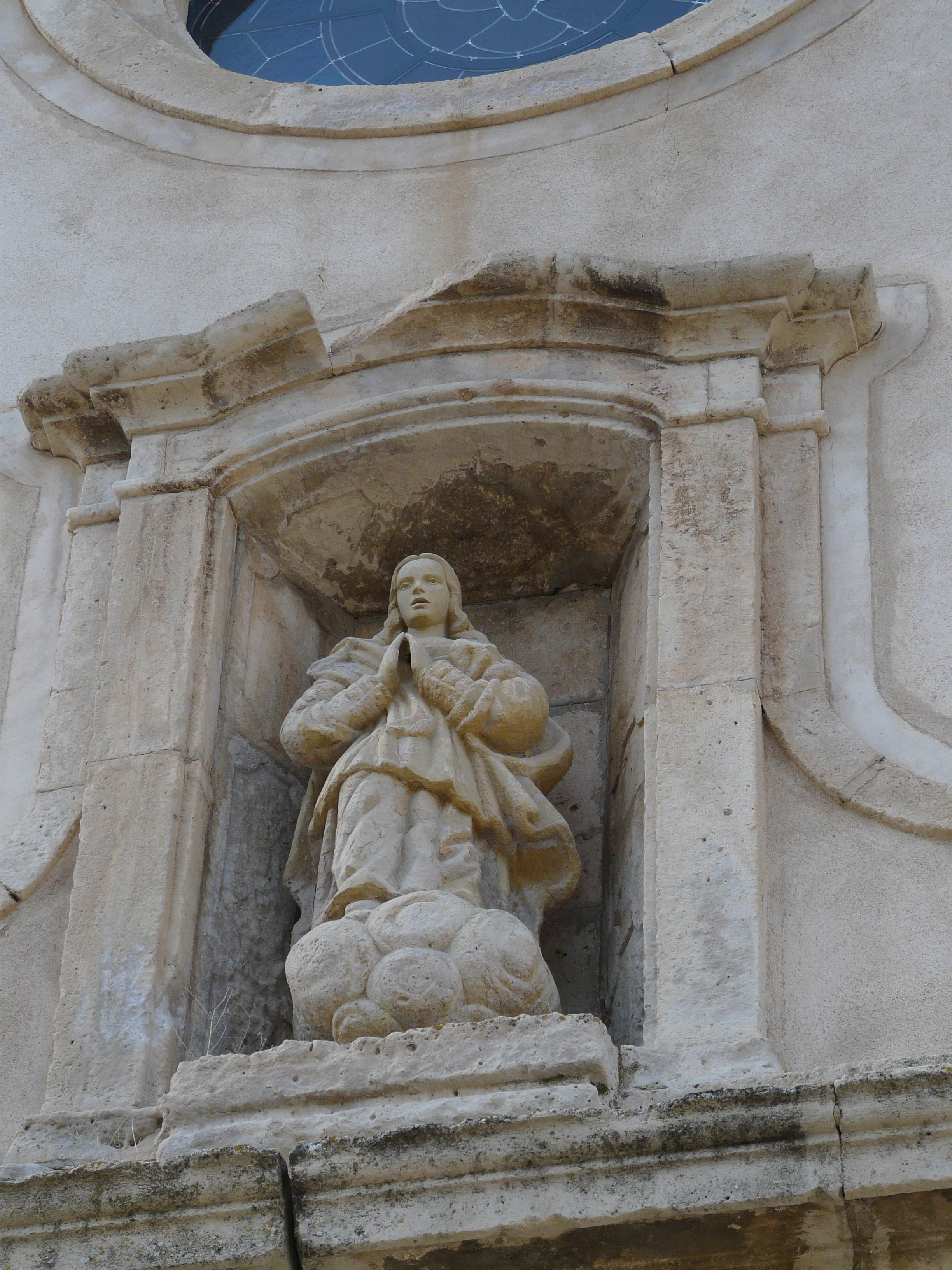
Imagen de la Virgen en la fachada de la iglesia de Santa Maria de Capafons

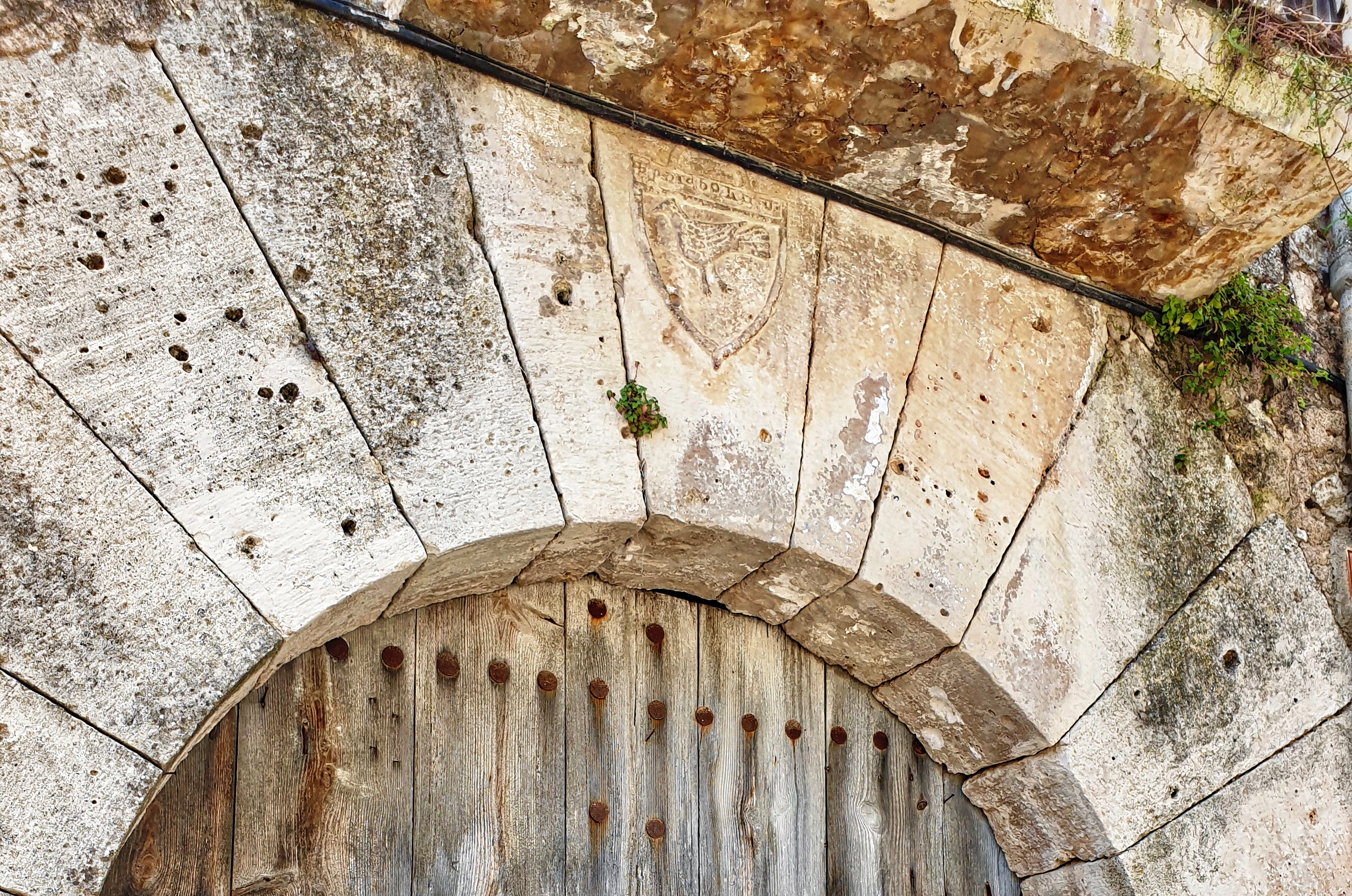
Escudo con la paloma en Cal Macia, casa de un recaudador de impuestos que ha sido relacionada con la figura de Cristóbal Colón, al asociarse con la palabra colom, que significa paloma en catalán.

La iglesia parroquial está dedicada a Santa María. Es de estilo neoclásico, de planta de cruz latina, con tres naves y cúpula y su construcción finalizó en 1763. Destaca la fachada; las esquinas, el rosetón y la hornacina central son de sillares, mientras que el resto es de mampostería. En la hornacina central hay una imagen de la Virgen que fue arrancada en los años 30 y retornada más tarde. El altar mayor está dedicado a la Asunción de la Virgen, con un mural pintado que ocupa todo el paño de pared del ábside obra del pintor de Alcover Laureà Català. 
Tiene tres campanas, la mayor de las cuales pesa 250 kilos. La mediana pesa 180 kilos y la pequeña, 110 kilos; las tres tienen inscripciones. Servían en tiempos para marcar las horas a los campesinos.
En las afueras se encuentra la ermita de la Mare de Déu de Barrulles que fue construida en el siglo XII. La ermita estuvo mucho tiempo abandonada hasta que se restauró en la década de 1960. La imagen de la Virgen es de alabastro policromado y está datada en el siglo XV.
En los bajos del ayuntamiento hay un horno de pan del siglo XIII que se ha conservado de forma excepcional y que se puede visitar. Estuvo en funcionamiento hasta 1985 con los mismos elementos de la Edad Media.
Cal Macià es la única casa con fachada histórica del pueblo, en la calle de la Abadía, junto a la iglesia vieja. En el escudo heráldico tiene posiblemente una paloma, que ha hecho surgir la tradición de que Cristóbal Colón nació en este casa debido a que paloma en catalán se dice "colom", aunque es más probable que esté dedicado a un tal Pere Voltor, representante del arzobispo y donde se cobraban los impuestos.
En nombre de era aparece varias veces en el pueblo. Se refiere a los lugares donde se batía el trigo, y que se hace remarcable en la parte alta del pueblo, donde el viento favorecía la trilla del cereal.
En la pared del cementerio viejo, que se encuentra entre las calles Abadía y Nou y donde ahora hay un parque infantil, se puede observar en el lado del carrer Nou, una cruz esculpida que podría ser una cruz cátara, que mostraría la presencia de algunos núcleos cátaros en las montañas de Prades.
Capafons conserva una tradición culinaria que se ha perdido en otros lugares de montaña. Destacan las sopas de tomillo, el mandongo y las orrelletes.
La fiesta mayor se celebra el 15 de agosto. Entre las asociaciones que figuran en Capafons se encuentra la Associació de Dones Verge de Barrulles.
En el km 20 de a TV-7041, a 2,5 km del pueblo, se encuentra la casa de colonias de Mas de Fortet.